# アルカディオポリスの戦い (970年)
アルカディオポリスの戦い （ロシア語: Битва при Аркадиополе ハンガリー語: Arkadiopoliszi csata）は、970年にバルダス・スケレロス率いる東ローマ帝国軍と、スヴャトスラフ1世率いるキエフ大公国・第一次ブルガリア帝国・ペチェネグ人・マジャル人連合軍がアルカディオポリス（現リュブレブルガズ、トルコ）付近で衝突した戦い。967/8年にブルガリアに侵攻してこれを征服したスヴャトスラフ1世は、さらに南の東ローマ帝国を脅かすようになった（スヴャトスラフ1世のブルガリア侵攻）。彼の軍勢はトラキアを通ってコンスタンティノープルを目指したが、その半ばでスケレロスの東ローマ軍と遭遇した。まず東ローマ帝国軍は偽装退却によってペチェネグ人をおびき出し、これを奇襲で破った。これにより連合軍は大混乱に陥って潰走し、東ローマ軍の追撃を受けて多大な損害を被った。この勝利によって、東ローマ皇帝ヨハネス1世ツィミスケスはその地位を固め、翌年のドロストロン包囲戦でキエフ大公国に対する最終的な勝利を収めることになる。

## 背景
965/6年、ブルガリアの使者が東ローマ皇帝ニケフォロス2世フォカス(r. 963–969)のもとを訪れ、927年の平和条約に基づいて貢納を要求した。しかし東方のアラブ人との戦いでクレタ島、キプロス島、キリキアを奪回し勢いに乗るニケフォロス2世は、ブルガリアの要求を拒絶し、使者を殴打した。さらに彼は東ローマ帝国の威を示すため、トラキアに小部隊を送り、国境沿いのブルガリアの基地を襲撃させた。

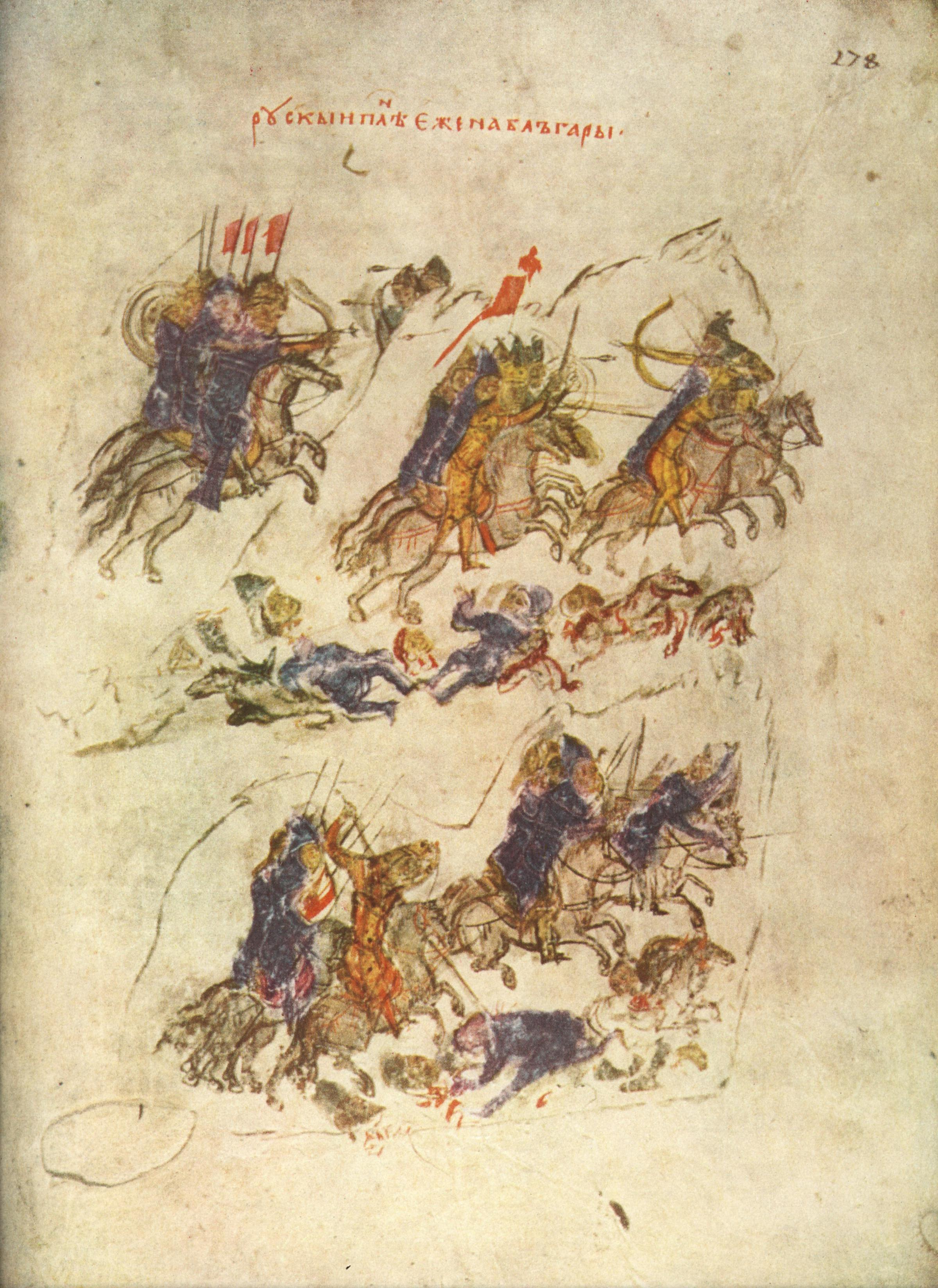
ブルガリアに侵攻するスヴャトスラフ1世。マナセス年代記のミニアチュール

これはブルガリアに対する明らかな宣戦布告だったが、実のところ東ローマ帝国軍の主力は東方にいた。そこでニケフォロス2世はより北方で東ローマ帝国と友好関係にあったキエフ大公スヴャトスラフ1世のもとにパトリキのカロキュロスを派遣した。これに答えてスヴャトスラフ1世は967/8年にブルガリアに侵攻し、この地を荒廃させたが、首都キエフがペチェネグ人に襲われたため引き返した。この間にブルガリア皇帝ペタル1世は東ローマ帝国と和を結んだが、ブルガリア征服を目論んでいたスヴャトスラフ1世はこれに怒って969年7/8月にブルガリアへ再侵攻し、数か月のうちに征服を完了した。
ニケフォロス2世の策略は完全に裏目に出た。バルカン半島北方に現れた新たな脅威を前に、ブルガリアの貴族の大部分は東ローマ帝国よりキエフ大公国の側についた。そのような状況下で、969年12月にニケフォロス2世は暗殺され、新たに即位したヨハネス1世ツィミスケス (r. 969–976)が北方問題に対処することになった。今やスヴャトスラフ1世の目はコンスタンティノープルを向いており、東ローマ帝国に対してバルカン半島領すべてを割譲しアナトリア半島へ撤退せよとまで言い出した。これに対し、フォカス家の反抗を押さえて地位を固めたヨハネス1世は、義弟のスコライ軍司令長官バルダス・スケレロスと宦官ペトルスにバルカン戦線を任せた。彼らはトラキアで越冬しながら兵を集め、スヴャトスラフ1世の軍勢を探知するため斥候を放った。
この報を受けたスヴャトスラフ1世は、強力なルーシ人の軍勢にブルガリア人やペチェネグ人を合わせた大軍を組織してバルカン半島を南下し始めた。彼らはフィリッポポリス(現プロヴディフ)を攻略した後、防備の固いハドリアノポリス（現エディルネ）を迂回してコンスタンティノープルに向かった。キエフ軍の総勢や軍容は不明である。11世紀東ローマ帝国の歴史家ヨハネス・スキュリツェスは、その数を30万8000人としているが、より戦いに近い10世紀の歴史家レオーンは「3万人以上」としか述べていない。ルーシ側の記録としては、12世紀に編纂された原初年代記では総勢3万人としており、そのうちアルカディオポリスの戦いに参加した人数はわずか1万人、対する東ローマ軍は10万人だったと記述している。実際には、おそらく東ローマ軍の方が数の上ではかなり劣勢であったと考えられている。またアルカディオポリスの戦いでは、キエフ軍の大部分はペチェネグ人やマジャル人で構成されていた。

## 戦闘

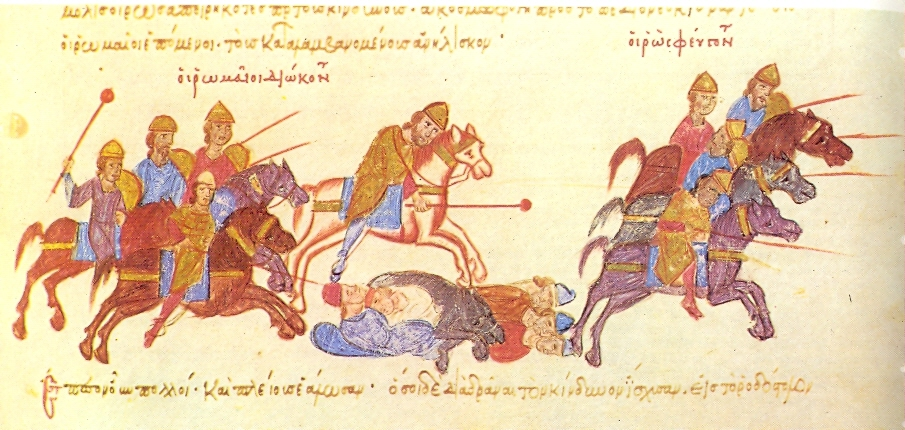
敗走するルーシ人を追う東ローマ軍。マドリード・スキュリツェスより

スケレロスは直ちに1万から1万2000の軍勢を集め、アルカディオポリス（現リュレブルガズ、東トラキア、トルコ。コンスタンティノープルの西方約80キロメートル）付近でキエフ軍と対峙した。戦闘の大まかな経過については、東ローマ側の2大史料の間でも大きな差異がある。助祭レオーンは、パトリキのヨハネス・アラカセウス率いる斥候部隊を派遣し、翌日には戦闘が起きたとしているが、スキュリツェスの年代記では数日の間があったとしている。これによると、スケレロスは軍とともにアルカディオポリスに籠城し、キエフ軍から何度挑発されても野戦に応じようとしなかった。東ローマ軍は腰抜けだと判断したキエフ軍は、次第に周辺地域をうろついて掠奪にふけるようになった。彼らの陣営の防御はおろそかになり、夜は警戒もせず酒宴に夢中であった。
ここに至ってスケレロスは市外に出て、軍を3つに分けた。うち二部隊は街道沿いの林から敵陣に奇襲をかけることになり、残る2、3千人ほどの一部隊はスケレロス自身の手元に置かれ、キエフ軍陣営に向けて進軍した（なおスキュリツェスは、この隊はアラカセウスが率いたとしている）。スケレロスの本軍は素早くキエフ軍に接近し、ペチェネグ軍と交戦を始めた。ここで東ローマ軍は緩やかに偽装後退していき、ペチェネグ軍をキエフ本軍から引き離すことに成功した。小規模ながら統率が取れて耐久力に優れる東ローマ軍は、ここから一転して追撃してきたペチェネグ軍に攻勢をかけ、これを打ち破った。司祭レオーンによれば、あるペチェネグ兵がスケレロスのもとへ突っ込み、冑に一撃を加えた。しかしその剣は鉄冑に弾かれ、スケレロスに傷一つ負わせることが出来なかった。まもなくスケレロスの弟コンスタンティノスが駆けつけて、ペチェネグ兵を殺した。
ペチェネグ軍を死地に引き込んだのを見計らって、スケレロスはラッパを吹かせた。すると東ローマ軍の別動隊が現れてペチェネグ軍の側面を攻撃した。包囲され始めたペチェネグ兵はパニックになり、逃げだし始めた。ペチェネグ軍のある将軍は兵を呼び戻して隊を立て直そうとしたが、そうこうしているうちにスケレロスに一騎打ちを挑まれた。スケレロスは剣の一撃でペチェネグの将軍の脳天を打ち、その甲冑を切り裂いて頭から腰まで両断した。指揮官を失ったペチェネグ軍は完全に統率を失って潰走し、後に控えていたブルガリア軍も混乱状態に陥って多くの死者を出した。東ローマ軍の犠牲者は極めて少なかった。スキュリツェスは死者25人、レオーンは55人と伝えている。ただし東ローマ軍は、ペチェネグ軍の矢を受けて多くの馬を失っている。一方キエフ軍の損害は甚大であった。レオーンの主張する死者2万人というのは誇張だとしても、おそらく数千人を数えただろうと考えられている。

## その後
キエフ軍に圧勝を収めた東ローマ軍だったが、撤退する敵を追撃することはかなわなかった。小アジアでバルダス・フォカスが反乱を起こしたためである。バルダス・スケレロスは反乱鎮圧のため小アジアへ移り、スヴャトスラフ1世もキエフ軍を率いてバルカン山脈の北へと撤退した。翌春、バルダス・フォカスの反乱を鎮圧したヨハネス1世ツィミスケスは、ブルガリアへ親征して首都プレスラフを陥とし、ツァーリのボリス2世を捕らえた。そしてキエフ軍がこもるドロストロン（現シリストラ）の要塞を3か月にわたって包囲した（ドロストロン包囲戦）結果、スヴャトスラフ1世は敗北を認めてブルガリアを放棄した。
この戦いはハンガリーの歴史上で大きな意味を持っている。マジャル人（ハンガリー人）は9世紀からヨーロッパ中を蹂躙し続けていた（マジャル人のヨーロッパ侵攻）。955年のレヒフェルトの戦いで西方への進出の道は閉ざされたものの、南方の東ローマ帝国への侵攻は続いていた。しかしアルカディオポリスの戦いをもってこのマジャル人の広範な活動は終わりを迎え、戦後マジャル人をまとめて大公となったゲーザは、西ヨーロッパからの宣教師を受け入れてマジャル人のキリスト教化を図った。これは、ヨハネス1世ツィミスケスの侵攻により独立を失ったブルガリア総主教庁の運命を目の当たりにしての選択でもあった。そして1000年、イシュトヴァーン1世のもとで、キリスト教王国であるハンガリー王国が成立することになる。